# Courberie
Courberie est une ancienne commune française du Passais dans le département de la Mayenne et la région Pays de la Loire, intégrée au territoire de Lassay en 1965.

## Toponymie
Le nom de la localité est attesté sous la forme Corberia au XIIIe siècle. Le toponyme serait issu du latin corvus, « corbeau », suivi d'un suffixe -erie.

## Histoire
En 1965, Lassay (1 681 habitants en 1962) absorbe Courberie (164 habitants) au sud de son territoire. En 1972, Lassay s'associe à La Baroche-Gondouin et à Melleray-la-Vallée et prend le nom de Lassay-les-Châteaux, puis s'associe à Niort-la-Fontaine deux ans plus tard.

## Démographie
| 1793 | 1800 | 1806 | 1821 | 1831 | 1836 | 1841 |
| ---- | ---- | ---- | ---- | ---- | ---- | ---- |
| 269  | 296  | 298  | 291  | 332  | 346  | 304  |

| 1846 | 1851 | 1856 | 1861 | 1866 | 1872 | 1876 |
| ---- | ---- | ---- | ---- | ---- | ---- | ---- |
| 308  | 306  | 300  | 330  | 358  | 317  | 301  |

| 1881 | 1886 | 1891 | 1896 | 1901 | 1906 | 1911 |
| ---- | ---- | ---- | ---- | ---- | ---- | ---- |
| 280  | 268  | 270  | 269  | 239  | 225  | 215  |

| 1921 | 1926 | 1931 | 1936 | 1946 | 1954 | 1962 |
| ---- | ---- | ---- | ---- | ---- | ---- | ---- |
| 223  | 192  | 184  | 180  | 170  | 174  | 164  |